# جون دا سيلفا بينتو
جون دا سيلفا بينتو (مواليد 13 نوفمبر 1991) هو لاعب كرة قدم برازيلي .
إحترف سابقاً في هونغ كونغ وقبرص واليونان ونادي الساحل السعودي.

## وصلات خارجية
جون دا سيلفا بينتو على موقع قاعدة بيانات كرة القدم.إي يو (الإنجليزية)
- جون دا سيلفا بينتو على موقع Soccerway.com (الإنجليزية)